# 零式通常弾
零式通常弾（れいしきつうじょうだん、零式弾）は、大日本帝国海軍が戦艦・巡洋艦用に開発した時計式の時限信管付き対空砲弾。弾種としては榴弾に分類される。

## 概要
本砲弾で使用された零式時限信管は、調停秒時を0秒（瞬発）から55秒まで可変で設定可能であり、軽装甲艦船への対水上射撃や陸上目標射撃にも使用できた。戦艦金剛・榛名はヘンダーソン基地艦砲射撃で使用した（ただし、徹甲弾及び零式・三式通常弾はガダルカナル島の土壌条件から信管が想定通り働かず、不発弾となる弾が多く見られた。また、レイテ沖海戦での輸送船攻撃には零式通常弾を使用する予定だった）。

## 砲弾諸元
砲弾重量は同口径の九一式徹甲弾と同等であり、弾道特性がなるべく同じになるように設計されていた。炸薬量61.7kg。